# Tramwaje w Sissach-Gelterkinden
Tramwaje w Sissach-Gelterkinden − zlikwidowany system komunikacji tramwajowej w szwajcarskich miastach Sissach i Gelterkinden.

## Historia
Linię tramwajową łączącą dworzec kolejowy w Sissach z Gelterkinden oddano do eksploatacji 18 maja 1891. Po uruchomieniu linii kolejowej w pobliżu linii tramwajowej przewozy zaczęły spadać. W związku z tym linię tramwajową zamknięto 1 lipca 1916. Torowiska wkrótce po zamknięciu linii zostały rozebrane. Zajezdnia tramwajowa zlokalizowana był pomiędzy Sissach i Bückten. 

## Linia
Trasa linii tramwaowej:
- Sissach SBB − Böckten − Gelterkinden

## Tabor
Do obsługi linii posiadano 1 lokomotywkę elektryczną, 2 parowozy, 4 wagony pasażerskie oraz 2 wagony towarowe.
Dane techniczne taboru:
| Typ    | Rok produkcji | Liczba egzemplarzy/numery | Długość | Waga   | Uwagi                  |
| ------ | ------------- | ------------------------- | ------- | ------ | ---------------------- |
| Ge 2/2 | 1891          | 1/1                       | 4,6 m   | 6 ton  | lokomotywa elektryczna |
| G 2/2  | 1893, 1898    | 2/2, 3                    | 4,3 m   | 8 ton  | lokomotywy parowe      |
| CFZ    | 1891          | 2/1−2                     | 8 m     | 4 tony | wagony pasażerskie     |
| C      | 1891          | 2/3−4                     | 8 m     | 4 tony | wagony pasażerskie     |
| K      | 1891          | 1/5                       | 5,8 m   | 3 tony | wagon towarowy         |
| L      | 1891          | 1/6                       | 5,8 m   | 3 tony | wagon towarowy         |